# Antanas Gudaitis
Antanas Gudaitis (ur. 29 lipca 1904 w Szawlach, zm. 20 kwietnia 1989 w Wilnie) – litewski malarz, profesor sztuki, wykładowca akademicki. 

## Życiorys
Ojciec Antanasa wyemigrował do Stanów Zjednoczonych w 1905 roku. Antanas uczył się od 15. roku życia w gimnazjum w Wiekszniach. Kształcił się następnie w seminarium nauczycielskim w Szawlach w latach 1922–1926, namalował wówczas pierwsze obrazy; pierwszą wystawę z martwymi naturami miał w 1924 roku. Następnie studiował w Kowieńskiej Szkole Artystycznej, uczył się w klasie akwareli u Kajetonasa Sklėriusa, w 1926 roku rozpoczął także drugie studia z literatury na wydziale humanistycznym Uniwersytetu Witolda Wielkiego w Kownie.
Po strajku studentów w 1929 roku, w którym brał udział został wydalony ze studiów w Kowieńskiej Szkole Artystycznej. Pobierał następnie prywatne lekcje u Justinasa Vienožinskisa przez kilka miesięcy. Wyemigrował do Paryża w 1929 roku. Zapisał się tamże do Akademii Colarossiego. Pracował w studiu Aleksandry Ekster i uczył się u kubisty André Lhote’a w Académie Julian. Ważne dla jego artystycznej drogi były studia u Henri-Marcela Magne’a w Narodowym Konserwatorium Sztuki i Rzemiosła, gdzie studiował sztukę fresku. Powrócił na Litwę w 1933 roku i został współzałożycielem grupy Ars, której pierwsza wystawa odbyła się w 1932 roku. Był współtwórcą Litewskiego Związku Artystów w 1935 roku. Od 1939 roku przyjeżdżał do miasteczka Beržoras na plenery malarskie. Przeniósł się do Wilna w 1940 roku, gdzie wykładał  od 1941 roku na Wileńskiej Akademii Sztuk Pięknych. Uzyskał tytuł profesora w 1944 roku. Przeniesiono go z pracowni pejzażu do katedry Tekstyliów w 1952 roku, ponieważ nie angażował się w sowiecką ideologię (zob. realizm socjalistyczny). Od 1945 do 1985 nieprzerwanie nauczał malarstwa w Wileńskim Instytucie Sztuki. 
Jego dzieci to kaletniczka Rūta Gudaitytė-Zaturskienė i architekt Andrius Gediminas Gudaitis. 
Został pochowany w grobie rodzinnym na wileńskim Cmentarzu Na Rossie, grób figuruje w rejestrze kultūros vertybių registras. Z okazji 100. rocznicy urodzin artysty odsłonięto tablicę pamiątkową na domu, w którym mieszkał w Wilnie przy Kaštonų g. 5. 

## Nagrody
- Ludowy Artysta ZSRR[4]
- Lietuvos TSR liaudies artistas(inne języki)[4]
- Lietuvos TSR valstybinė premija(inne języki) (1965)[3]

## Twórczość

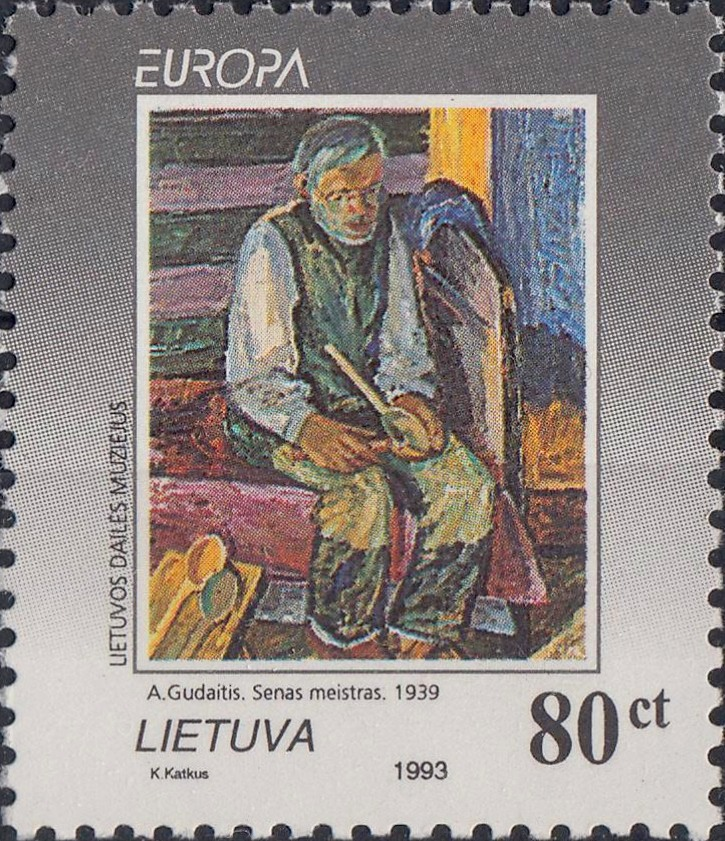
Obraz pt. Senas meistras (1939) na litewskim znaczku w 1993 roku

Studiował malarstwo dawnych mistrzów: Tycjana, Rembrandta, Pietera Brueghela, a także m.in. Eugène’a Delacroixa, Claude’a Moneta; największą inspirację dla niego stanowiły dzieła Paula Cézanne’a, którego prace oglądał w Paryżu w 1930 roku. Inspirował się także twórczością m.in. Vincenta van Gogha czy Pabla Picassa. Na skutek nieukończenia pełnych studiów artystycznych uważał się za samouka. W jego twórczości z lat 30. XX wieku pojawiają się paryskie motywy muzyków, zakochanych, cyrkowców; od 1933 roku pojawiły się u niego początki stylu ekspresjonistycznego. Po powrocie na Litwę w jego twórczości przeważały motywy wiejskie i przyrodnicze. Jego malarstwo zwróciło się w stronę realizmu. W latach 50. XX wieku był głównie zainteresowany pejzażem, malował wówczas także portrety. Inspirował się także muzyką, w latach 1961–1962 namalował tryptyk poświęcony Mikalojusowi Konstantinasowi Čiurlionisowi. W latach 60. XX wieku oddziaływała na niego litewska sztuka ludowa, w tym muzyka i rzeźba. W latach 70. XX wieku przedstawiał w swoim malarstwie ludzką kruchość i samotność. Nie brak w jego obrazach także ironii, groteski i humoru. W latach 80. XX wieku zwrócił się w stronę martwej natury i kompozycji złożonych z detali krajobrazu czy przedmiotów i ludzi; pojawiły się także motywy ptaków. Obrazy z tego okresu mają charakter alegoryczno-symboliczny, a intencje twórcy sugerują tytuły jego prac.

### Wybrane obrazy
- Martwa natura ze statuetką (1930)[17]
- Kwiaty (1931)[18]
- Kózka (1932)[19]
- Matka z dzieckiem (1935)[20]
- Motyw ulicy kowieńskiej (1936)[21]